# Pré Cinéma
Als Pré Cinéma (auch protokinematografisches Schreiben) bezeichnet man die Verwendung von film-typischen Stilmitteln in der Literatur des 19. Jahrhunderts, also vor dem Aufkommen der Kinematografie. Besonders häufig findet man das Pré Cinéma in Werken des poetischen Realismus, beispielsweise in Theodor Storms Der Schimmelreiter. Der Begriff des Pré Cinéma wurde vor allem von Harro Segeberg und Joachim Paech geprägt.

## Schreibstil

### Pré Cinéma nach Harro Segeberg
Harro Segeberg benennt den sogenannten fotografischen Blick als Hauptmerkmal des Pré Cinéma. Dabei werden bestimmte, für den Protagonisten wichtige Seh-Eindrücke hervorgehoben und die für die Handlung wichtigen Details durch eine so entstehende Schärfentiefe hervorgehoben. Der Leser "sieht" also eine bestimmte, vorgegebene Bildebene, während dessen Umgebung eher unklar bleibt. Gleichzeitig lenkt der Erzähler den Blick des Protagonisten wie eine Kamera, wodurch der Leser gezwungen wird, in immer andere Bildebenen hineinzusehen.
Neben diesem visuellen Merkmal beschreibt Segeberg auch die akustische Untermalung der Szene als wichtiges Element. So enthalten Texte des Pré Cinéma häufig auch eine Art "Tonspur"; die Tonkulisse wird also ebenso eindrücklich beschrieben wie auch die Bilder.

### Pré Cinéma nach Joachim Paech
Joachim Paech konzentriert sich bei der Beschreibung des Pré Cinéma auf den angehaltenen Moment. Hierbei wird die eigentliche Haupthandlung durch ausgeprägte Detailbeschreibungen ergänzt oder sogar vollständig ersetzt. Dieses Stilmittel ist bis heute in Spielfilmen gang und gäbe und wird beispielsweise bei Liebesszenen verwendet, wenn anstelle der eigentlichen Handlung (nämlich des Geschlechtsverkehrs) eine mit wohlklingender Musik untermalte Panoramaaufnahme der Landschaft gezeigt wird. Paech sagt, dass eine literarische Szene erst durch eine Fülle an Details für den Leser bildlich vorstellbar wird.

## Wirkung auf den Leser
Der Unterschied zwischen Literatur des Pré Cinéma und anderer Literatur liegt in erster Linie darin, wie leicht sich die Handlung vor dem geistigen Auge des Lesers in Bilder umwandeln lässt. Enthält ein Text viele Detailbeschreibungen, viel Dynamik, unterschiedliche Blickwinkel oder auch genaue Schilderungen der Geräuschkulisse, kann der Leser sich das Gelesene leichter als Film vorstellen.
Zudem kann sich der Leser auch leichter mit den Protagonisten identifizieren und wird möglicherweise sogar in gewisser Weise Teil der Erzählung. Somit ist also in erster Linie die leichte Verständlichkeit und die Genauigkeit der Beschreibungen von Bedeutung, die bei der Leserschaft des späten 19. Jahrhunderts ähnliche Begeisterungen hervorrief wie die ersten Kinos wenige Jahrzehnte später.

## Pré Cinéma als "Vorbild" des Kinos
Der ebenfalls häufig verwendete Begriff des protokinematografischen Schreibens ist etwas irreführend, da er suggeriert, dass die Autoren bewusst protokinematografisch (also vor-filmisch) geschrieben haben. Dies ist natürlich nicht möglich, da der Film erst bedeutend später aufkam als diese literarischen Werke verfasst wurden. Genau genommen war es andersherum: die ersten Filmproduzenten nahmen sich den poetischen Realismus als Vorbild, nach dem sie ihre Filme gestalteten. Diese Stilmittel wurden im Laufe der Zeit beibehalten.

„'Filmisches Schreiben' meint [...] die vorausgreifende literarische Inszenierung eines Wahrnehmungs- und Darstellungsmusters, das später vom technischen Apparat des Kamera-Films [...] medienrevolutionär neu organisiert wird.“